# کایام‌کولام کوچونی
کایام‌کولام کوچونی (انگلیسی: Kayamkulam Kochunni؛ ۱۸۱۸ – ۱۸۵۹) یک راهزن جاده‌ای و قانون‌شکنِ پهلوان‌مسلک و مردمی اهل کایام‌کولام بود که در اواخر قرن ۱۹ زندگی می‌کرد. او در منطقه تراوانکور در منطقهٔ کرالا امروزی هند فعالیت داشت. طبق روایات، او از ثروتمندان دزدی می‌کرد و به فقرا می‌داد. داستان زندگی او امروزه بخشی از فولکلور کرالا است. فعالیت‌های او اغلب با دوست و یاغی همکارش ایتیکارا پاکی مرتبط است. یک زیارتگاه مختص او در نزدیکی کورنچری وجود دارد.
در مورد نحوه مرگ او تردیدهایی وجود دارد. برخی روایت‌ها حاکی از آن است که او توسط یک مبارز ملی آراتوپورا ولایوتا پانیکر دستگیر شد و پی از حدود ۱ سال حبس در زندان درگذشت و پیکرش در مسجد جامع شهر «پتا» به خاک سپرده شد. اما مطابق اسنادی دیگر او تا حدود دههٔ ۷۰ زندگی در «زندان مرکزی پوجاپورا» محبوس بود. برخی از پژوهشگران بیان می‌کنند که پس از موفقیت فیلم کایام‌کولام کوچونی بود که روایت کنونی مرگ وی (که او در سپتامبر ۱۸۵۹ در سن ۴۱ سالگی درگذشت) رواج و گسترش یافت، در حالی که روایت دیگر رو به فراموشی رفتند. در واقع سازندگان این فیلم از چنین روایتی استفاده کردند؛ چرا که آن را برای موفقیت تجاری فیلم مناسب‌تر می‌دانستند. برخی روایت دیگر می‌گویند که او گریخت و ۳۶ سال بعد هم زندگی کرد و در سن ۷۷ سالگی بر اثر سل درگذشت. تا آن هنگام او مخفیانه به عنوان مباشر و مزرعه دار خانواده‌ای در والیکونام اقامت داشت. زنی از خانه در روزهای پایانی زندگی از او مراقبت می‌کرد و تنها کسی بود که از هویت واقعی او آگاه بود.
امروزه موزهٔ کوچکی در کایام‌کولام به افتخار او برپاست.